# Макензі (водоспад)
Водоспади Макензі (англ. MacKenzie Falls) — водоспад на річці Макензі в національному парку Ґремпіанс, штат Вікторія, Австралія. Це найбільший і найпопулярніший водоспад парку, його зображення можна знайти на всій пам'ятній продукції парку.

## Галерея
| Водоспад Макензі | Водоспад Макензі |